# 地域高規格道路
地域高規格道路（日语：／ Chiiki kōkikaku dōro */?）是日本與高規格幹線道路網為一體的高速交通體系的一部份、負責地域構造強化的高規格道路。

## 機能
地域高規格道路的機能如下。
1. 連攜機能：通勤圈域的擴大與都市和農山村地域的連帯強化、地域集積圈的擴大。
2. 交流機能：高規格幹線道路的補完與物資流通、人民交流活發化、地域集積圈間的交流。
3. 連結機能：機場、港灣等廣域的交流據點與地域開發據點的連結。

## 要件
地域高規格道路為2車線以上、與自動車専用道路同等的高規格60km/h以上的高速道路整備。

## 指定
1992年6月22日的道路審議會建議「今後的道路整備方向」與地域高規格道路導入的必要、於是制定了第11次道路整備五箇年計劃。

## 種類

### 都會區快速道路（都市圏自動車専用道路）
仙台・東京圈・名古屋・大阪圈・廣島・北九州・福岡等都市圈（都會區）内的都市高速道路等重要路線。

### 一般
地域高規格道路指定、非都市圈自動車専用道路。仙台・東京圈・名古屋・大阪圈・廣島・北九州・福岡等各都市圈内皆分類為一般。

## 脚注
1. ↑  權兵衛峠道路、只有部份完成2車線。
2. ↑  高規格幹線道路大概80 - 100km/h、廣域的幹線道路大概30 - 40km/h

## 關連項目
- 地域高規格道路一覽
- 日本高速公路
- 日本高速公路一覽
- 高規格幹線道路
- 日本其他快速道路列表

## 外部連結
- 國土交通省道路局（页面存档备份，存于）
  - 施策紹介・道路行政簡單解説（页面存档备份，存于）